# Mioglobina
La Mioglobina es una heteroproteína muscular, estructuralmente y funcionalmente muy parecida a la hemoglobina. Es una proteína relativamente pequeña constituida por una cadena polipeptídica de 153 residuos aminoácidos y por un grupo hemo que contiene un átomo de hierro. La función de la mioglobina es almacenar oxígeno. Menos comúnmente se la ha denominado también miohemoglobina o hemoglobina muscular.
Las mayores concentraciones de mioglobina se encuentran en el músculo esquelético y en el músculo cardíaco, donde se requieren grandes cantidades de O2 para satisfacer la demanda energética de las contracciones.
La mioglobina fue la primera proteína cuya estructura tridimensional se determinó experimentalmente. En 1958, John Kendrew y sus colegas determinaron la estructura de la mioglobina empleando cristalografía de rayos X de alta resolución. Por este descubrimiento, John Kendrew obtuvo en 1962 el Premio Nobel de Química, compartido con Max Perutz
Es una proteína extremadamente compacta y globular, en la que la mayoría de los aminoácidos hidrófobos se encuentran en el interior y muchos de los residuos polares están expuestos en la superficie. Alrededor del 78% de la estructura secundaria tiene una conformación de hélice alfa; de hecho, existen ocho segmentos de hélice alfa en la mioglobina, designados con las letras A a H.
Dentro de una cavidad hidrófoba de la proteína se encuentra el grupo prostético hemo. Esta unidad no polipeptídica se encuentra unida de manera no covalente a la mioglobina y es esencial para la actividad biológica de unión de O2 de la proteína.
La mioglobina y el citocromo B562 forman parte de las proteínas hémicas, que intervienen en el transporte y fijación de oxígeno, el transporte de electrones y la fotosíntesis. Estas proteínas poseen como grupo prostético un tetrapirrol cíclico o grupo hem, o hemo, formado por cuatro anillos de pirrol planares enlazados por puentes de alfa metileno. En el centro de este anillo existe un hierro ferroso (Fe+2). En el caso del citocromo la oxidación y reducción del átomo de hierro son esenciales para la actividad biológica. Por el contrario, la actividad biológica de mioglobina y hemoglobina se pierde si se oxida el Fe+2.
En la mioglobina no oxigenada, el hierro del hemo se encuentra aproximadamente a 0,03 nm fuera del plano del grupo en dirección al residuo de histidina HisF8. La oxigenación de la mioglobina produce el movimiento del átomo de hierro, ya que el oxígeno ocupa la sexta posición de coordinación del hierro y desplaza el residuo HisF8 0,01nm fuera del plano del hemo.
Este movimiento de HisF8 produce el cambio conformacional de algunas regiones de la proteína, lo que favorece la liberación de oxígeno en las células deficientes de oxígeno, donde este se requiere para la generación de energía metabólica dependiente de ATP.

## Unión del oxígeno al grupo hemo
La capacidad de la mioglobina y la hemoglobina para enlazar oxígeno depende del grupo hemo, que además confiere a la hemoglobina y a la mioglobina su característico color rojo.
El grupo hemo consta de una parte orgánica y un átomo de hierro. La parte orgánica es la protoporfirina IX, formada por cuatro grupos pirrólicos. Los cuatro pirroles están unidos por medio de puentes meteno para formar un anillo tetrapirrólico. A este anillo están enlazados cuatro grupos metilo, dos grupos vinilo y dos cadenas de propionato.
El átomo de hierro del hemo está ligado a los cuatro nitrógenos en el centro del anillo de la protoporfirina. El hierro puede formar dos enlaces covalentes con dos nitrógenos y   dos enlaces los cuales son enlaces no covalentes o coordinados con los otros dos nitrógenos y también con las histidinas presentes en la posición 64 y 93 las cuales sostienen al anillo pirrólico, uno a cada lado del plano del hemo. Estos lugares se denominan la quinta y sexta posiciones de coordinación. La quinta posición se coordina con un residuo de histidina en la hélice F de la hemoglobina (histidina proximal), mientras que la sexta posición es ocupada por el oxígeno. Cerca de donde se une el oxígeno al grupo hemo existe otra histidina (histidina distal). El átomo de hierro del hemo puede estar en estado de oxidación ferroso (+2) o férrico (+3).

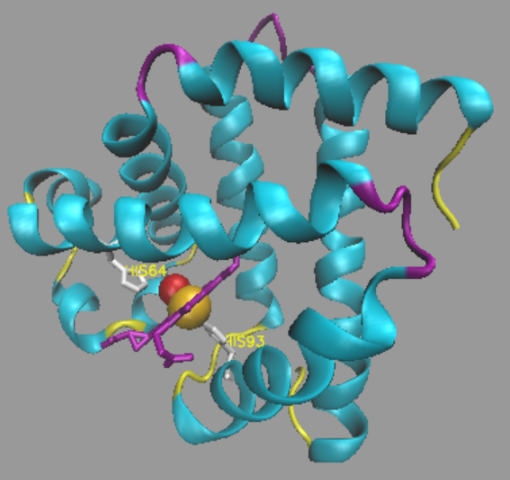
La proteína mioglobina, descrita en primer lugar en 1973 por H.C. Watson y John Kendrew.(PDB-ID: 1MNB) En esta representación de la estructura observamos un claro predominio de las estructuras secundarias α-hélice, concretamente 8 segmentos (representadas en cian) unidas mediante giros (violeta). El grupo prostético hemo o tetrapirrol cíclico (magenta) se asocia de manera no covalente a la hendidura hidrofóbica que se forma entre la hélices E y F cuando la proteína adopta su conformación nativa. En el centro de este anillo existe un hierro ferroso (Fe^{+2}, en color ocre) que se coordina con los 4 átomos de nitrógeno de la porfirina, un N de la cadena lateral de la histidina proximal F8 (His93) y como 6.º ligando un grupo hidroxilo (OH, oxígeno en rojo), cerca del cual observamos la histidina distal (His93).

Las formas correspondientes de la hemoglobina se denominan ferrohemoglobina y ferrihemoglobina (o metahemoglobina), respectivamente. Solamente la ferrohemoglobina (+2) puede captar oxígeno.
La hemoglobina es una proteína alostérica. La unión del O2 a una subunidad de hemoglobina induce cambios conformacionales que se transmiten a otras subunidades, incrementando su afinidad por el O2. Por lo tanto, se dice que la unión del oxígeno a la hemoglobina es cooperativa. Por el contrario, la unión del O2 a la mioglobina no es cooperativa. Lo anterior se hace evidente cuando se observan las curvas de unión del oxígeno para ambas proteínas, donde la saturación (Y) es la fracción de centros de unión de oxígeno ocupados y puede oscilar desde 0 (cuando todos los centros están vacíos) hasta 1 (cuando todos los centros están ocupados); y pO2 (X) es la presión parcial de oxígeno.